# بوب غاندي
بوب غاندي (بالإنجليزية: Bob Gandy)‏ هو لاعب كرة قاعدة أمريكي، ولد في 25 أغسطس 1893 في جاكسونفيل في الولايات المتحدة، وتوفي بنفس المكان في 19 يونيو 1945.

## وصلات خارجية
- بوب غاندي على موقعبيزبول رفرنس.كوم (الدوري الرئيسي) (الإنجليزية)
- بوب غاندي على موقعبيزبول رفرنس.كوم (الدوري الثانوي) (الإنجليزية)